# Dicaelotus parvulus
Dicaelotus parvulus là một loài tò vò trong họ Ichneumonidae.